# Hvaler
Hvaler este o comună din provincia Østfold, Norvegia.